# Hypericum acmosepalum
Hypericum acmosepalum är en johannesörtsväxtart som beskrevs av N. Robson. Hypericum acmosepalum ingår i släktet johannesörter, och familjen johannesörtsväxter. Inga underarter finns listade i Catalogue of Life.